# Xavier Serrahima
Xavier Serrahima (Terrassa, 1966) és un poeta, novel·lista i crític literari català. Ha publicat cinc poemaris (Vent dels dies, 2011; Engrunes d'hores, 2012; Lleu batec, 2016; Oceà d'incertesa, Editorial Fonoll, 2019 i sensdir, Eumo Editorial / Cafè Central, 2022), un llibre infantil (Les amigues, 2009), una adaptació infantil (L'ase d'or, d'Apuleu, Editorial Teide, 2010), tres novel·les (Al pic de l'hivern ens aturàrem descansar sota un arbre, Editorial Gregal, 2015; La vida que no vam viure, Edicions el Gall, 2019; i Terra de mar, Edicions Xandri, 2021) i un assaig (L'esfinx sense enigmes. Llegir poesia, AdiA, 2023). El 2011 va rebre el Premi Internacional de Literatura Antonio Machado. Ha col·laborat al suplement cultural d’El Punt Avui, a la Revista de Catalunya, al Diari de Terrassa, Núvol, Catorze, Llibertat.cat i en la revista infantil Tretzevents.